# تپه شماره ۲ زعفران
تپه شماره ۲ زعفران مربوط به دوره سلجوقیان - دوره صفوی است و در استان قزوین، شهرستان آبیک، بخش بشاریات، روستای زعفران واقع شده و این اثر در تاریخ ۱۹ اسفند ۱۳۸۰ با شمارهٔ ثبت ۴۹۷۶ به‌عنوان یکی از آثار ملی ایران به ثبت رسیده است.